# Nibystawy
Nibystawy (łac. pseudoarthroses) – elementy odnóży niektórych kosarzy. Są to miejsca o cieńszym oskórku w postaci pierścieni, które mogą nie zajmować całego obwodu segmentu. Widoczne, jako jaśniejsze od reszty odnóża.
Nibystawy występują u Nemastomatidae i niektórych Gagrellidae. Zlokalizowane są na udach: u ich nasady, w podstawowej ½ lub w połowie długości, a rzadziej na całej jego długości. U niektórych gatunków bywają też położone na goleniach, jak np. u przedstawicieli rodzaju Leiobunum.